# Лукув
Лукув, Луков (пол. Łuków) — город в Польше, входит в Люблинское воеводство, Лукувский повят. Имеет статус городской гмины. Занимает площадь 35,75 км². Население — 30 511 человек (на 2004 год).

## Происхождение названия
Название Луков появляется впервые в летописях с 1233 года. В документе Болеслава Стыдливого, выданном епископу плоцкому, князь освободил коцкие владения из-под юрисдикции Castelani nostri de Lucow. Название Луков происходит от славянского корня лук, коий, если рассматривать результаты ономастического анализа, имеет славянское происхождение. В доисторическую эпоху польского языка корень лук означал лук (в том числе арка) и луг. Название Луков изначально относилось к пойменным территориям. Наименование жителя города — луковянин (луковяне), а жительницы — луковянка.
Административно входил в состав Люблинской, с 1867 по 1912 год – Седлецкой губернии.

## Известные жители
- Концевич, Людовик — польский писатель.
- Кароль Левитту — борец за независимость Польши.
- Владимир Медведюк — святой Русской православной церкви;
- Константин Петржак — советский физик польского происхождения.

## Города-побратимы
- Лаздияй, Литва